# Helmholtz-Institut Jena
Das Helmholtz-Institut Jena (HI-Jena) ist eine am 25. Juni 2009 gegründete Zweigstelle des GSI Helmholtzzentrum für Schwerionenforschung, die auf dem Campus der Friedrich-Schiller-Universität (FSU) in Jena angesiedelt ist. Aufgabe des HI-Jena ist die Zusammenführung der Kompetenzen der FSU auf den Gebieten Hochleistungslaserphysik und Röntgenspektroskopie mit der Expertise im Bereich der Beschleuniger-, Laser- und Röntgentechnologie der Helmholtz-Zentren Deutschen Elektronen-Synchrotron, GSI Helmholtzzentrum für Schwerionenforschung und Helmholtz-Zentrum Dresden-Rossendorf.
Das Forschungsprofil ist geprägt von der Physik an der Schnittstelle zwischen konventioneller Beschleunigertechnik und dem sich schnell entwickelnden Feld der laserinduzierten Teilchenbeschleunigung (z. B. Kielfeld-Beschleuniger). Das HI-Jena ist sowohl in der Weiterentwicklung dieser Beschleunigerkonzepte als auch in der Produktion und Diagnose von intensiven Photonen- und Teilchenstrahlen sowie deren Wechselwirkungen mit Materie engagiert. Entsprechend liegen die Arbeitsschwerpunkte in der Entwicklung von Hochleistungslasern, neuartigen Teilchenbeschleunigerkonzepten mittels Lasern, der Röntgenspektroskopie und Starkfeld-Quantenelektrodynamik sowie in der Physik heißer, dichter Plasmen. Daneben soll das HI-Jena unter anderem wichtige Beiträge für die Weiterentwicklung der Forschungsanlagen am Helmholtzzentrum GSI, insbesondere des Zukunftsprojekts FAIR (Facility for Antiproton and Ion Research), und bei DESY mit den Freie-Elektronen-Laser-(FEL)-Photonenquellen FLASH und XFEL (European XFEL) leisten.
In Zusammenarbeit mit der FSU Jena wird im Gebäude des HI-Jena mit dem POLARIS ein vollständig dioden-gepumptes Lasersystem der Hochenergie-Petawattklasse (HEPW) realisiert. Erste Testmessungen mit dem Lasersystem finden seit 2008 statt, wobei aufgrund der noch fehlenden letzten Verstärkerstufe Pulsstärken von 1 PW noch nicht erreicht werden konnten.
Im Juli 2012 wurde das Graduiertenkolleg Research School of Advanced Photon Science (RS-APS) am HI-Jena eingerichtet. Die RS-APS fördert die Promotionsvorhaben von über 50 Doktoranden am HI-Jena und bietet in Zusammenarbeit mit den Einrichtungen der FSU Jena sowie der Helmholtz Graduate School for Hadron and Ion Research (HGS-HIRe) ein strukturiertes Promotionsprogramm an.